# Israel–Premier Tech
Israel–Premier Tech (UCI kód: IPT) je izraelský UCI ProTeam založený v roce 2015. Jeho zakladateli jsou Ron Baron a Ran Margaliot. Do roku 2020 byl tým znám pod jménem Israel Cycling Academy.

## Historie
V listopadu 2014 založili Ron Baron a Ran Margaliot cyklistický tým Israel Cycling Academy (ICA) s cílem umožnit mladým a talentovaným cyklistům se dostat na mezinárodní scénu a začít jejich profesionální kariéry. Jedním z cílů týmu bylo též zaujmout mladé Izraelce a vychovat si novou generaci izraelských závodníků.
První vítězství týmu přišlo na závodu Kolem Ázerbájdžánu 2015 ve 4. etapě, kterou vyhrál Čech Daniel Turek. K týmu se 2. července 2015 připojil také izraelský národní šampion Guy Sagiv.
V roce 2018 se tým zúčastnil svého prvního monumentu (Milán – San Remo) a první Grand Tour (Giro d'Italia)
V roce 2019 zvětšil tým počet jezdců na 30 a získal další divokou kartu na Giro d'Italia.
Vlastníci týmu, Ron Baron a Sylvan Adams, stanovili jako hlavní cíl týmu se zúčastnit největších závodů světa jako Tour de France, aby mohli dále motivovat a vyvíjet novou generaci izraelských cyklistů.
V říjnu 2019 dokončil tým převzetí WorldTourové licence od zanikajícího týmu Katusha–Alpecin, díky čemuž se tým mohl stát novým UCI WorldTeamem. UCI schválila žádost týmu v prosinci a tým se automaticky přejmenoval na Israel Start-Up Nation, zatímco staré jméno začal používat doplňující tým. 
V červenci 2020 bylo oznámeno, že se 4násobný vítěz Tour de France Chris Froome připojí k týmu od sezóny 2021.
4. prosince 2020 tým oznámil, že se Cherie Pridhamová stane novou sportovní ředitelkou týmu jakožto první žena na této pozici v rámci UCI World Tour.

## Soupiska týmu
K 1. lednu 2024
- Pascal Ackermann (GER) (* 17. ledna 1994)
- George Bennett (NZL) (* 7. ledna 1990)
- Guillaume Boivin (CAN) (* 25. května 1989)
- Simon Clarke (AUS) (* 18. července 1985)
- Itamar Einhorn (ISR) (* 20. září 1997)
- Marco Frigo (ITA) (* 2. března 2000)
- Chris Froome (GBR) (* 20. května 1985)
- Jakob Fuglsang (DEN) (* 22. března 1985)
- Derek Gee (CAN) (* 3. srpna 1997)
- Hugo Hofstetter (FRA) (* 13. února 1994)
- Mason Hollyman (GBR) (* 25. června 2000)
- Hugo Houle (CAN) (* 27. září 1990)
- Oded Kogut (ISR) (* 14. února 2001)
- Krists Neilands (LAT) (* 18. srpna 1994)
- Riley Pickrell (CAN) (* 16. srpna 2001)
- Nadav Raisberg (ISR) (* 29. března 2001)
- Matthew Riccitello (USA) (* 5. března 2002)
- Guy Sagiv (ISR) (* 5. prosince 1994)
- Nick Schultz (AUS) (* 13. září 1994)
- Michael Schwarzmann (GER) (* 7. ledna 1991)
- Riley Sheehan (USA) (* 16. června 2000)
- Jake Stewart (GBR) (* 2. října 1999)
- Corbin Strong (NZL) (* 30. dubna 2000)
- Dylan Teuns (BEL) (* 1. března 1992)
- Tom Van Asbroeck (BEL) (* 19. dubna 1990)
- Ethan Vernon (GBR) (* 26. srpna 2000)
- Stephen Williams (GBR) (* 9. června 1996)
- Michael Woods (CAN) (* 12. října 1986)
- Mads Würtz Schmidt (DEN) (* 31. března 1994)
- Rick Zabel (GER) (* 7. prosince 1993)

## Vítězství na národních šampionátech
2015
 Izraelská časovka, Yoav Bear
 Izraelský silniční závod, Guy Sagiv
2016
 Namibijský silniční závod, Dan Craven
 Izraelská časovka, Aviv Yechezkel
 Izraelský silniční závod, Guy Sagiv
 Mexický silniční závod, Luis Lemus
 Estonský silniční závod, Mihkel Räim
2017
 Izraelská časovka, Guy Sagiv
 Izraelský silniční závod, Roy Goldstein
 Lotyšský silniční závod, Krists Neilands
2018
 Izraelská časovka, Omer Goldstein
 Izraelský silniční závod, Roy Goldstein
 Lotyšský silniční závod, Krists Neilands
 Estonský silniční závod, Mihkel Raim
2019
 Rakouská časovka, Matthias Brändle
 Izraelská časovka, Guy Niv
 Lotyšská časovka, Krists Neilands
 Izraelský silniční závod, Guy Sagiv
2020
 Estonský silniční závod, Norman Vahtra
 Rakouská časovka, Matthias Brändle
 Izraelská časovka, Guy Sagiv
 Izraelský silniční závod, Omer Goldstein
2021
 Izraelská časovka, Omer Goldstein
 Rakouská časovka, Matthias Brändle
 Dánský silniční závod, Mads Würtz Schmidt
 Kanadský silniční závod, Guillaume Boivin
2022
 Izraelská časovka, Omer Goldstein
 Izraelský silniční závod, Itamar Einhorn